# Ixodes minor
Ixodes minor este o specie de căpușe din genul Ixodes, familia Ixodidae, descrisă de Neumann în anul 1902. Conform Catalogue of Life specia Ixodes minor nu are subspecii cunoscute.